# Wilhelm Legrand (Geistlicher)

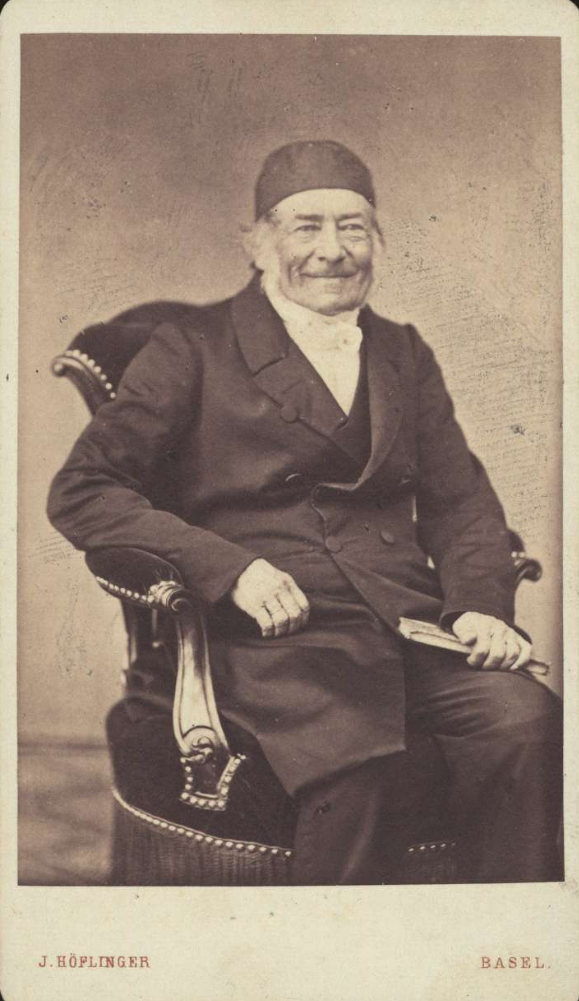
Wilhelm Legrand

Wilhelm Legrand, auch Guillaume Le Grand (* 26. September 1794, anderes Datum 26. April 1794 in Riehen; † 18. Mai 1874 ebenda) war ein Schweizer evangelischer Geistlicher.

## Leben
Wilhelm Legrand entstammte einer Familie, die im 17. Jahrhundert wegen ihres evangelischen Glaubens aus den Spanischen Niederlanden nach Basel gekommen war. Er war der Sohn des Politikers und Fabrikanten Johann Lukas Legrand und dessen Ehefrau Rosina (* 30. Mai 1755 in Basel; † 4. Oktober 1836 in Fouday); er hatte noch sieben Geschwister, unter anderem war sein älterer Bruder Daniel Legrand.
Er besuchte seit 1803 das Collège in Saint-Morand bei Altkirch im Elsass und kam 1810 auf die Kantonsschule Aarau.
1813 immatrikulierte er sich zu einem Theologiestudium an der Universität Basel, das er von 1814 bis 1816 an der Universität Tübingen fortsetzte.
Von 1816 bis 1817 war er Vikar in Waldersbach beim Pfarrer Johann Friedrich Oberlin und 1817 wurde er Pfarramtskandidat; bis 1820 war er als Lehrer an einem Privatinstitut beschäftigt, bevor er von 1820 bis 1832 Pfarrer in Oltingen wurde.
Anlässlich der Basler Kantonstrennung gab er, auf Befehl der Liestaler Regierung, seine Kirchengemeinde auf und war von 1834 bis 1835 Pfarrverweser im elsässischen Hohewald. Am 23. Oktober 1836 wurde er erster deutsch-reformierter Pfarrer in Freiburg im Üechtland und übte dieses Amt bis 1842 aus, bis er es gesundheitsbedingt aufgeben musste.
1842 wurde er der Begründer des Basler Protestantisch-Kirchlichen Hilfsvereins (heute: Protestantische Solidarität Schweiz), das den Zweck hatte, evangelische Diasporagemeinden im In- und Ausland zu unterstützen. Besonderes Ziel war der Aufbau evangelischer Gemeinden in den katholischen Kantonen der Schweiz; später dehnte der Verein sich auf Osteuropa, Frankreich, Nord- und Südamerika aus. Anfänglich befanden sich im Komitee des Hilfsvereins Wilhelm Legrand, Adolf Christ, Adolf Sarasin (1802–1885) und Emanuel Preiswerk (1825–1904). Als Präsident des Hilfsvereins knüpfte er unter anderem enge Kontakte zu den Waldensern in Italien.
Von 1844 bis 1873 war er Vorsteher des von Antistes Jakob Burckhardt, Theologieprofessor Karl Rudolf Hagenbach und Ratsherr Andreas Heusler gegründeten Theologischen Alumneums für Studierende in Basel, dort lebte unter anderem auch Alfred Tobler.
1873 liess er sich in Riehen nieder.
Wilhelm Legrand war seit 1820 mit Ursula (* 18. Mai 1797 in Basel; † 18. Januar 1853 ebenda), Tochter des Kaufmanns und Appellationsrats Emanuel La Roche (1771–1849) verheiratet; die Ehe blieb kinderlos.

## Schriften (Auswahl)
- Die kirchliche Noth unserer protestantischen Glaubensgenossen in der Nähe und in der Ferne. Basel: Bahnmaier, 1843 (2., vermehrte Aufl. 1844).